# قانون التمييز على أساس الإعاقة لعام 1995
قانون التمييز ضد المعاقين لعام 1995 (القانون رقم 50) (غير رسميًا، ويشار إليه لاحقًا بـ "قانون التمييز ضد المعاقين") هو قانون صادر عن برلمان المملكة المتحدة، تم إلغاؤه واستبداله الآن بقانون المساواة لعام 2010، باستثناء أيرلندا الشمالية حيث لا يزال القانون ساريًا. سابقًا، كان يُعتبر من غير القانوني التمييز ضد الأشخاص بسبب إعاقاتهم فيما يتعلق بالتوظيف، وتوفير السلع والخدمات، والتعليم والنقل.
يُعد قانون التمييز ضد المعاقين قانونًا خاصًا بحقوق الإنسان المدنية. تستخدم دول أخرى قوانين دستورية أو حقوق اجتماعية أو قوانين جنائية لتوفير أحكام مماثلة. وتكافح لجنة المساواة وحقوق الإنسان التمييز. وهناك تشريع مكافئ في أيرلندا الشمالية، تُنفّذه لجنة المساواة في أيرلندا الشمالية.

## التاريخ
كان القانون تتويجًا لحملة عامة، شارك فيها ما لا يقل عن 100,000 شخص في مظاهرات، لإجبار الحكومة على إنهاء التمييز من الدولة والأعمال ضد الأشخاص المعاقين. بينما ضمن قانون علاقات العرق لعام 1976 وقانون التمييز على أساس الجنس لعام 1975 معايير دنيا للمساواة على أساس العرق والجنس، كان هناك القليل جدًا فيما يتعلق بالأشخاص المعاقين.
قبل قانون التمييز ضد المعاقين، كانت المحاولة الأولى لمعالجة قضية الإعاقة هي قانون توظيف الأشخاص المعاقين لعام 1944. حيث جعل هذا القانون توظيف حصة من الأشخاص المعاقين قانونيًا للشركات التي لديها أكثر من 250 موظفًا. فشلت هذه المحاولة لأنه لم يتم تعيين أي جهة لمراقبة هذه الحقوق، وبالتالي كان القانون عديم الفاعلية.

## مزودو الخدمات
فرض القانون واجبات على مزودي الخدمات وطلب إجراء "تعديلات معقولة" عند توفير الوصول إلى السلع والمرافق والخدمات والأماكن. وقد تم تنفيذ ذلك على ثلاث مراحل:
- منذ 2 كانون الأول 1994، أصبح من غير القانوني لمزودي الخدمات معاملة الأشخاص المعاقين معاملة أقل تفضيلًا لأسباب تتعلق بإعاقتهم؛
- منذ 1 تشرين الأول 2002، أصبح على مزودي الخدمات إجراء "تعديلات معقولة" للأشخاص المعاقين، مثل تقديم مساعدة إضافية أو إجراء تغييرات في طريقة تقديم الخدمات؛
- منذ 1 تشرين الأول 2004، قد يتوجب على مزودي الخدمات إجراء "تعديلات معقولة" أخرى تتعلق بالميزات المادية لمبانيهم لتجاوز الحواجز المادية التي تحول دون الوصول.

## التعديلات التشريعية
تم تعديل القانون بالتشريعات التالية في بريطانيا العظمى (ولكن ليس في أيرلندا الشمالية التي تنطبق عليها تعديلات مختلفة):
- قانون لجنة حقوق المعاقين لعام 1999، الذي استبدل المجلس الوطني للمعاقين بلجنة حقوق المعاقين؛
- قانون الاحتياجات التعليمية الخاصة والإعاقة لعام 2001، الذي أدرج أحكامًا جديدة في الجزء الرابع من قانون التمييز ضد المعاقين 1995 فيما يتعلق بالتمييز بسبب الإعاقة في المدارس والمؤسسات التعليمية الأخرى؛
- قانون المركبات الخاصة للإيجار (نقل كلاب الإرشاد وغيرها) لعام 2002، الذي منع مشغلي هذه المركبات من رفض اصطحاب كلاب المساعدة أو فرض رسوم إضافية عليها؛
- تنظيمات تعديل قانون التمييز ضد المعاقين 1995 لعام 2003، وتنظيمات المعاشات لعام 2003 التي عدلت القانون تماشيًا مع توجيه التوظيف الأوروبي؛
- قانون التمييز ضد المعاقين لعام 2005، الذي أكمل تنفيذ توصيات فريق عمل حقوق المعاقين، بما في ذلك توسيع نطاق القانون ليشمل النقل العام، وفرض واجب على السلطات العامة لتعزيز المساواة للأشخاص المعاقين؛
- قانون المساواة لعام 2006، الذي نقل دور لجنة حقوق المعاقين إلى لجنة المساواة وحقوق الإنسان، والتي تولت هذا الدور منذ 1 تشرين الأول 2007، ولديها صلاحيات إصدار التوجيهات وتنفيذ جميع التشريعات المتعلقة بالمساواة (بما في ذلك العرق، الجنس، الإعاقة، الدين والمعتقد، التوجه الجنسي، والعمر).

## المبادئ

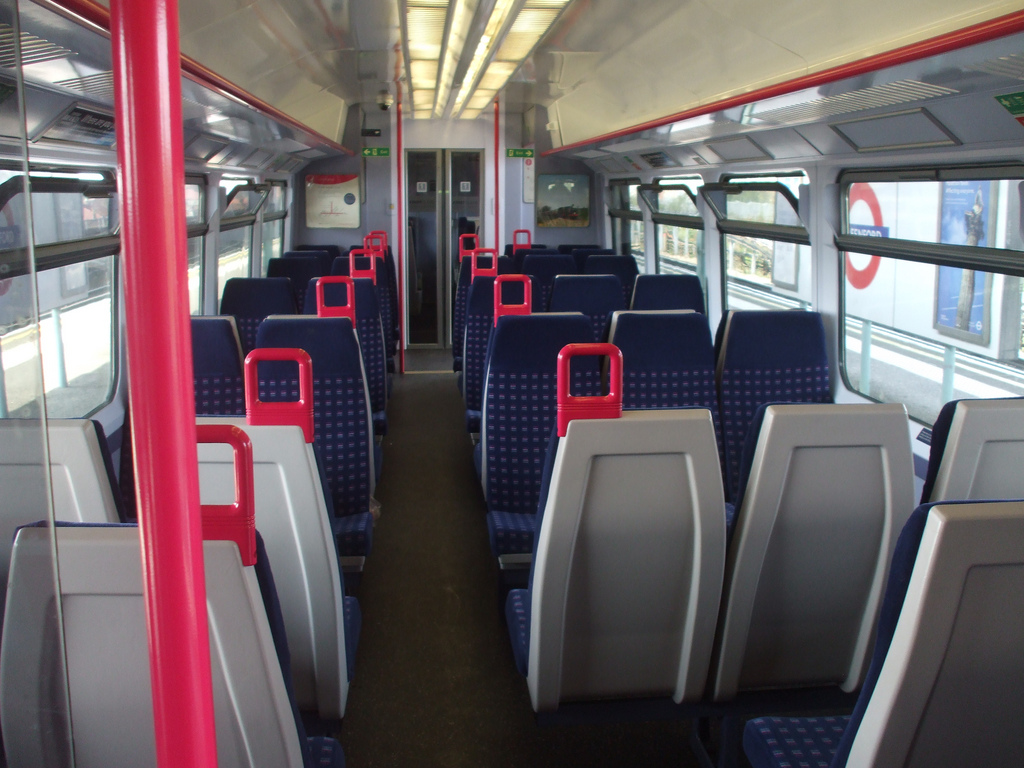
تتميز الأعمدة ومقابض الإمساك في هذا القطار من الفئة 165 بألوان متباينة لمساعدة الركاب ضعاف البصر. وهذا تعديل معقول فيما يتعلق بقانون التمييز على أساس التمييز (DDA).

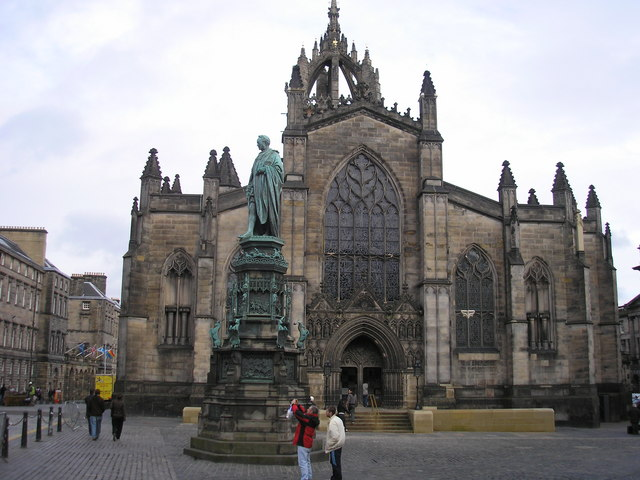
في كاتدرائية سانت جايلز في إدنبرة؛ تمت إضافة المنحدر إلى يمين الدرج للامتثال لقانون التمييز على أساس ...

الأعمدة ومقابض الإمساك على قطار من نوع "كلاس 165" ذات لون متباين لمساعدة الركاب ضعيفي البصر. هذا تعديل معقول بموجب قانون التمييز ضد المعاقين.
في كاتدرائية سانت جايلز في إدنبرة؛ أضيف منحدر إلى يمين الدرج للامتثال للقانون.
المفاهيم الأساسية في قانون التمييز ضد المعاقين 1995 هي:
- المعاملة الأقل تفضيلًا لأسباب تتعلق بإعاقة الشخص المعاق؛
- الفشل في إجراء "تعديل معقول".

"التعديل المعقول" أو ما يُعرف في بعض الولايات القضائية الأخرى بـ"التكيّف المعقول"، هو المفهوم الجذري الذي يجعل القانون مختلفًا عن التشريعات القديمة. بدلًا من النهج السلبي نسبيًا للتمييز غير المباشر (حيث يمكن للشخص اتخاذ إجراء إذا تضرر من سياسة أو ممارسة أو معيار اعتمدته جهة لها واجبات قانونية)، يُعد التعديل المعقول نهجًا نشطًا يتطلب من أصحاب العمل ومزودي الخدمات اتخاذ خطوات لإزالة الحواجز أمام مشاركة الأشخاص المعاقين. على سبيل المثال:
- من المحتمل أن يجد أصحاب العمل أنه من المعقول توفير معدات تقنية معلومات قابلة للوصول؛
- من المحتمل أن تجد العديد من المتاجر أنه من المعقول جعل مبانيها قابلة للوصول لمستخدمي الكراسي المتحركة؛
- من المحتمل أن تجد المجالس أنه من المعقول توفير المعلومات بصيغ بديلة (مثل الخط الكبير) بالإضافة إلى الصيغة المكتوبة العادية.

تقدم أكواد الممارسة الخاصة بلجنة حقوق المعاقين مزيدًا من المعلومات للجهات ذات الواجبات حول تقييم ما إذا كان التعديل المعين معقولًا. بشكل عام، تشمل العوامل التي يجب أخذها في الاعتبار:
- ما إذا كان التعديل المقترح يلبي احتياجات الشخص المعاق؛
- ما إذا كان التعديل ميسور التكلفة؛
- ما إذا كان التعديل سيؤثر بشكل جدي على أشخاص آخرين.

في بعض الأحيان، قد لا يكون هناك تعديل معقول، ويكون الناتج أن يُعامَل الشخص المعاق معاملة أقل تفضيلًا. فعلى سبيل المثال، إذا لم يكن الشخص قادرًا على فهم تبعات الدخول في اتفاقية رهن عقاري أو قرض، ولم يكن لديه أي شخص مخوّل للتصرف نيابة عنه، فلن يكون من المنطقي أن يُطلَب من بنك أو جمعية بناء الدخول في تلك الاتفاقية. لذلك، يَسمح القانون لأصحاب العمل ومقدّمي الخدمات بتبرير المعاملة الأقل تفضيلًا (وفي بعض الحالات الفشل في إجراء تعديل معقول) في ظروف معينة.
مثال على ذلك هو قلعة من العصور الوسطى مفتوحة للجولات العامة، لم تُجرَ عليها تعديلات لاستيعاب الكراسي المتحركة. إذ إن القيام بذلك من شأنه أن يُدمّر الجوانب التاريخية للقلعة، مثل الطبيعة الضيقة للسلالم الدائرية الأصلية.
لقد تم تعزيز نظام حماية الأشخاص المعاقين، وخاصة أولئك الذين يعانون من مشكلات في الصحة النفسية للبقاء في منازلهم، بشكل كبير من خلال بعض الأحكام الحديثة الصادرة عن محكمة الاستئناف في المملكة المتحدة — قضية مدينة مانشستر ضد رومانو.
بموجب القانون، يُعد من غير القانوني التمييز ضد شخص معاق من خلال طرده من السكن أو تعريضه لأي ضرر آخر، ما لم يكن ذلك مبررًا بموجب عدد محدود من المبررات المنصوص عليها في القانون.
وفي الواقع، فإن المبرر الوحيد ذي الصلة هو أن المؤجّر يعتقد، ويكون ذلك ضروريًا موضوعيًا، أن الإجراء مطلوب لحماية صحة أو سلامة الشخص المعاق أو شخص آخر.
فعلى سبيل المثال، إذا كانت الإجراءات قد بدأت بسبب تراكم الإيجارات، وكان السبب في ذلك هو الإعاقة، مثل إلغاء إعانة السكن بسبب عدم الرد على المراسلات، وكان عدم الرد نتيجة للإعاقة، فإن ذلك لا يُعد تمييزًا فقط، بل تمييزًا لا يمكن تبريره وفقًا للأسباب المسموح بها في القانون.
وينطبق ذلك سواء علم المؤجّر بالإعاقة أم لا.
وينطبق ذلك حتى في الحالات التالية:
- إذا كان لدى المؤجّر سبب إلزامي لإنهاء عقد الإيجار، مثل:
  - تراكم إيجار لمدة شهرين، أو
  - إشعار لمدة شهرين بدون ذكر السبب في حالات عقود الإيجار القصيرة المؤكدة، حيث يكون السبب الفعلي هو تراكم الإيجار
- إذا كانت العلاقة الإيجارية من النوع الذي لا يخضع لنظام حماية قانوني، مثل:
  - السكن المؤقت المقدم من السلطة المحلية في إطار واجبها تجاه المشردين
  - عقد إيجار تجاري

يجوز للمستأجر أن يرد بدعوى مضادة ويطلب أمرًا قضائيًا يمنع المؤجّر من الاستمرار في إجراءات الإخلاء.
وقد عبّر القضاة عن قلقهم البالغ من مدى اتساع نطاق القانون، وحثّوا البرلمان على تعديله. ومع ذلك، فقد صدر لاحقًا قانون جديد عن البرلمان دون أي تقليص لهذا النوع من الحماية.

## حالات
- رأي وحكم شركة كولمان ضد مكتب أتريدج للمحاماة (C‑303/06) [2007] IRLR 88
- بول ضد دائرة المراقبة الوطنية [2004] IRLR 190، [2003] UKEAT 0290_03_1311
- تشاكون نافاس ضد يوريست كوليكتيفيدادس (2007) جميع ER (EC) 59 (C-13/05)
- جودوين ضد مكتب براءات الاختراع [1999] ICR 302، بشأن شخص مصاب بالفصام البارانويدي
- فيكاري ضد شركة الاتصالات البريطانية [1999] IRLR 680، لكل من القاضي موريسون
- ليونارد ضد غرفة تجارة جنوب ديربيشاير [2001] IRLR 19
- كلارك ضد شركة تي دي جي المحدودة (المشار إليها باسم شركة نوفاكولد المحدودة) [1999] قانون العلاقات الدولية 318
- جونز ضد مكتب البريد [2001] IRLR 384
- كولينز ضد مجلس المسرح الوطني الملكي المحدود [2004] IRLR 395
- أرشيبالد ضد مجلس فايف [2004] UKHL 32

## ملحوظات
1. ↑  See Scope, 'The Disability Discrimination Act 1995: The campaign for civil rights' (2 November 2015) youtube.com نسخة محفوظة 2024-12-24 على موقع واي باك مشين.
2. ↑  "England and Wales Court of Appeal (Civil Division) Decisions - Manchester v Romano & Anor [2004]". British and Irish Legal Information Institute. 29 يونيو 2004. مؤرشف من الأصل في 2023-03-10. اطلع عليه بتاريخ 2018-02-20.

## روابط خارجية
- لجنة المساواة وحقوق الإنسان :
  - Statutory Instrument 2004 No. 2302 The Disability Discrimination Codes of Practice (Employment and Occupation, and Trade Organisations and Qualifications Bodies) Appointed Day Order 2004 From legislation.gov.uk
  - Statutory Instrument 2006 No. 1005 The Disability Discrimination (Guidance on the Definition of Disability) Appointed Day Order 2006 From legislation.gov.uk
- مقالة حول قانون التمييز على أساس النوع الاجتماعي (DDA) من Directgov - معلومات حكومية بريطانية
- إنشاء مواقع ويب متوافقة مع قانون DDA في المملكة المتحدة
- قائمة الموارد من موقع Disabled Go ، وهو موقع ويب أسسه مستخدم الكرسي المتحرك جريجوري بيرك
- إحصائيات الإعاقة نسخة محفوظة 28 أغسطس 2010 على موقع واي باك مشين. بعض إحصائيات الإعاقة الحديثة
- القانون والسياسة العالمية لليني فاينجولد: المملكة المتحدة